# Долгорукая, Мария
Княжна Мария Долгорукая (Долгорукова) (ок. 1555 — 12 ноября 1573) — по некоторым сведениям — 5-я жена царя Ивана IV Васильевича Грозного, возможно, вымышленный персонаж, впервые упомянутый в XIX веке.

## Биография
Имя отца Марии в источниках не упоминается, что удивительно, поскольку Долгоруковы принадлежали к высшей знати, и подобный брак обязательно бы был зафиксирован и повлек получение различных подарков и привилегий её родней, как это обычно бывало с остальными царскими браками.
Сообщается, что в ноябре 1573 года Марию приблизил к себе Иван IV Грозный. Законной женой она ему быть не могла, так как церковь разрешает лишь 3 венчания, причём Иван Грозный с трудом добился разрешения на четвёртое (см. Жёны Ивана Грозного).
Карамзин не упоминает её в списке жён Ивана. Нет описания свадьбы с ней в дворцовых разрядах (в отличие от следующей — Васильчиковой).  Её нет в списке тех жертв, в память о которых царь жертвовал в монастыри, могилы её также не сохранилось. Нет упоминаний и об обычном при предыдущих «разводах» царя падениях родни невесты — каких-либо Долгоруких, которые могли бы быть братьями или дядьями Марии.
История, передаваемая теми, кто «разоблачал» жестокость Ивана Грозного, действительно страшна:

«...женившись на ней 1573 г. ноября 11, он узнал, что она еще прежде потеряла своё девство, и на другой день после свадьбы приказал затиснуть её в колымагу, повезти на борзых конях и опрокинуть его в воду»— Н. И. Костомаров, «Смутное время Московского государства в начале XVII столетия 1604—1613» // Вестник Европы, 1866)
По указанию Костомарова, известие о Долгорукой из рукописи Императорской Публичной Библиотеки сообщено А. Ф. Бычковым.